# Sydney River (Nouvelle-Écosse)

Sydney River en Nouvelle-Écosse

Sydney River est une communauté située dans la municipalité régionale de Cap-Breton en Nouvelle-Écosse.

## Localisation
La communauté se trouve à l'embouchure de la rivière Sydney, d'où son nom.

## École
Il y a deux écoles publiques à Sydney River, l'école élémentaire Sydney River et l'école secondaire Malcolm Munroe Jr..